# NGC 5297
NGC 5297 este o galaxie spirală situată în constelația Câinii de Vânătoare. A fost descoperită în 9 aprilie 1787 de către William Herschel. Se află la o distanță de 38,1 de megaparseci de Pământ.